# وربیتشانی

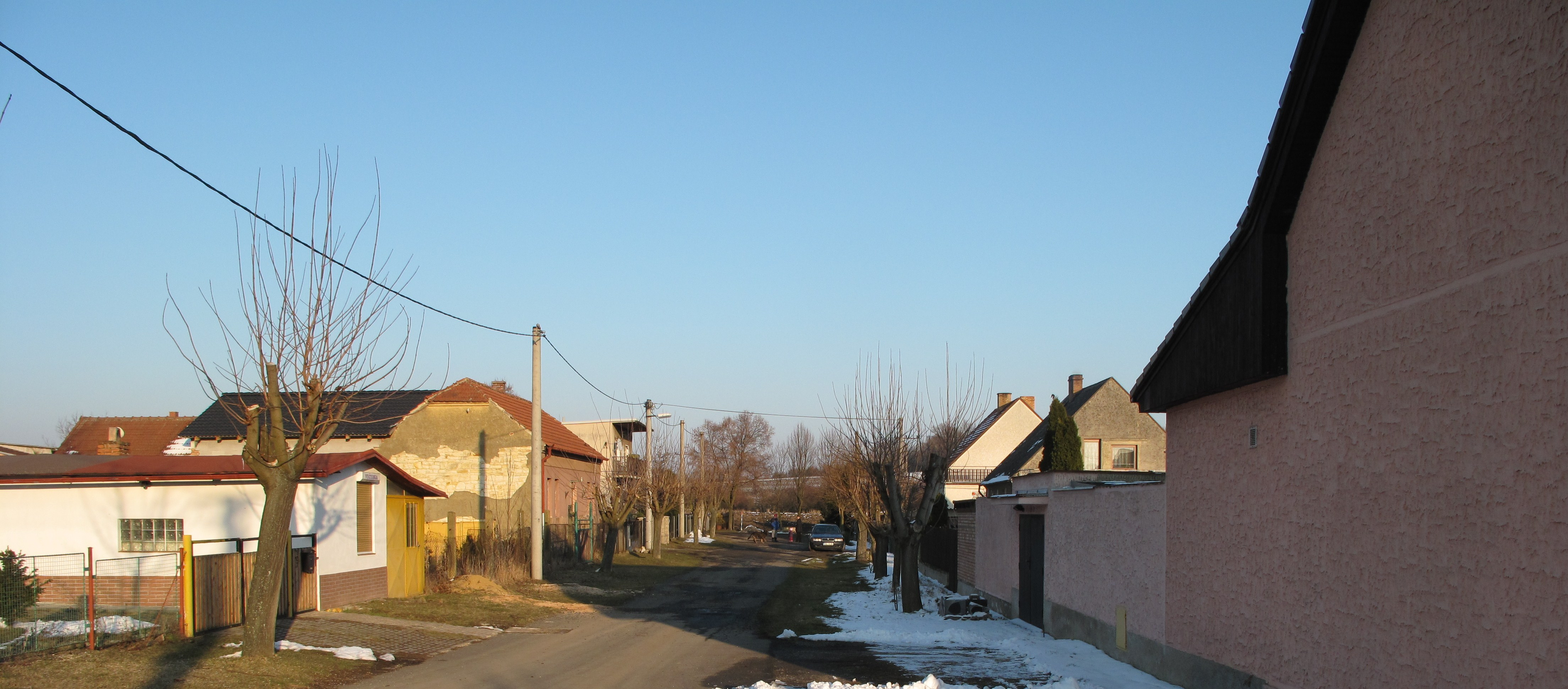

وربیتشانی (به لاتین: Vrbičany) یک منطقهٔ مسکونی در جمهوری چک است که در شهرستان کلادنو واقع شده‌است.